# Sergio Ghisalberti
Sergio Ghisalberti (San Giovanni Bianco, 12 ottobre 1979) è un ex ciclista su strada italiano, professionista dal 2004 al 2008.

## Carriera
Professionista dal 2005 al 2008 con la Domina Vacanze e la Milram, sotto la direzione di Gianluigi Stanga, prese parte a numerose corse di primo piano del panorama ciclistico internazionale, fra cui tre edizioni del Giro d'Italia e una della Vuelta a España.
Conseguì i migliori risultati nelle brevi corse a tappe: fu ottavo al Giro d'Abruzzo nel 2004, terzo al Giro del Trentino, ottavo al Tour de Langkawi e decimo al Brixia Tour nel 2005, quarto alla Settimana Internazionale di Coppi e Bartali, nono al Tour de Romandie e decimo alla Vuelta a Burgos nel 2006.

## Palmarès
- 2003 (L'Edile-Rosa Carni-Gaverina, dilettanti, due vittorie)

Piccolo Giro di Lombardia
Trofeo MP Filtri
- 2004 (U.C. Bergamasca 1902-Las Helmets-Cremasca, dilettanti, cinque vittorie)

Trento-Monte Bondone
Cronoscalata Gardone Val Trompia-Prati di Caregno
Coppa ONT
Trofeo Holcim
Gran Premio Sant'Aniello e San Vincenzo

## Piazzamenti

### Grandi Giri
- Giro d'Italia

2006: 21º
2007: ritirato (10ª tappa)
2008: ritirato (8ª tappa)
- Vuelta a España

2005: 93º